# Sananda Maitreya/Diskografie
Diese Diskografie ist eine Übersicht über die musikalischen Werke des US-amerikanischen Contemporary-R&B-Sängers Sananda Maitreya und seiner Pseudonyme wie Terence Trent D’Arby und The Incredible E.G. O’Reilly. Den Quellenangaben und Schallplattenauszeichnungen zufolge hat er bisher mehr als 14,9 Millionen Tonträger verkauft. Seine erfolgreichste Veröffentlichung ist das Debütalbum Introducing the Hardline According to Terence Trent D’Arby mit über zwölf Millionen verkauften Einheiten.

## Alben

### Studioalben
| Jahr                     | Titel Musiklabel                                                                   | Höchstplatzierung, Gesamtwochen, AuszeichnungChartplatzierungen (Jahr, Titel, Musiklabel, Platzierungen, Wochen, Auszeichnungen, Anmerkungen) | Höchstplatzierung, Gesamtwochen, AuszeichnungChartplatzierungen (Jahr, Titel, Musiklabel, Platzierungen, Wochen, Auszeichnungen, Anmerkungen) | Höchstplatzierung, Gesamtwochen, AuszeichnungChartplatzierungen (Jahr, Titel, Musiklabel, Platzierungen, Wochen, Auszeichnungen, Anmerkungen) | Höchstplatzierung, Gesamtwochen, AuszeichnungChartplatzierungen (Jahr, Titel, Musiklabel, Platzierungen, Wochen, Auszeichnungen, Anmerkungen) | Höchstplatzierung, Gesamtwochen, AuszeichnungChartplatzierungen (Jahr, Titel, Musiklabel, Platzierungen, Wochen, Auszeichnungen, Anmerkungen) | Anmerkungen                                                  |
| Jahr                     | Titel Musiklabel                                                                   | DE | AT | CH | UK | US | Anmerkungen                                                  |
| ------------------------ | ---------------------------------------------------------------------------------- | --- | --- | --- | --- | --- | ------------------------------------------------------------ |
| als Terence Trent D’Arby |                                                                                    | | | | | |                                                              |
|                          |                                                                                    | | | | | |                                                              |
| 1987                     | Introducing the Hardline According to Terence Trent D’Arby Columbia Records (Sony) | DE4 Platin · (57 Wo.)DE | AT4 (42 Wo.)AT | CH1 ×2Doppelplatin · (51 Wo.)CH | UK1 ×5Fünffachplatin · (70 Wo.)UK | US4 ×2Doppelplatin · (61 Wo.)US | Erstveröffentlichung: 13. Juli 1987 Verkäufe: + 12.000.000   |
| 1989                     | Neither Fish Nor Flesh Columbia Records (Sony)                                     | DE26 (10 Wo.)DE | AT28 (2 Wo.)AT | CH20 (3 Wo.)CH | UK12 Gold · (5 Wo.)UK | US61 (15 Wo.)US | Erstveröffentlichung: 23. Oktober 1989 Verkäufe: + 2.000.000 |
| 1993                     | Symphony or Damn Columbia Records (Sony)                                           | DE56 (9 Wo.)DE | AT38 (1 Wo.)AT | CH23 (5 Wo.)CH | UK4 Gold · (19 Wo.)UK | US119 (7 Wo.)US | Erstveröffentlichung: 30. April 1993 Verkäufe: + 107.500     |
| 1995                     | Vibrator Columbia Records (Sony)                                                   | DE58 (7 Wo.)DE | — | CH8 (9 Wo.)CH | UK11 (6 Wo.)UK | US178 (1 Wo.)US | Erstveröffentlichung: 7. April 1995                          |
| als Sananda Maitreya     |                                                                                    | | | | | |                                                              |
|                          |                                                                                    | | | | | |                                                              |
| 2001                     | Wildcard! Sananda Records (UMG)                                                    | — | — | — | — | — | Erstveröffentlichung: 11. Oktober 2001                       |
| 2005                     | Angels & Vampires – Volume I Treehouse Records (TP)                                | — | — | — | — | — | Erstveröffentlichung: 2005                                   |
| 2006                     | Angels & Vampires – Volume II Treehouse Records (TP)                               | — | — | — | — | — | Erstveröffentlichung: 29. April 2006                         |
| 2009                     | Nigor Mortis Treehouse Records (TP)                                                | — | — | — | — | — | Erstveröffentlichung: 30. Juni 2009                          |
| 2011                     | The Sphinx Treehouse Records (TP)                                                  | — | — | — | — | — | Erstveröffentlichung: 15. März 2011                          |
| 2013                     | Return to Zooathalon Treehouse Records (TP)                                        | — | — | — | — | — | Erstveröffentlichung: 1. März 2013                           |
| 2015                     | The Rise of the Zugebrian Time Lords Treehouse Records (TP)                        | — | — | — | — | — | Erstveröffentlichung: 9. Oktober 2015                        |
| 2017                     | Prometheus & Pandora Treehouse Records (TP)                                        | — | — | — | — | — | Erstveröffentlichung: 13. Oktober 2017                       |
| 2021                     | Pandora’s PlayHouse Treehouse Records (TP)                                         | — | — | — | — | — | Erstveröffentlichung: 15. März 2021                          |

### Livealben
| Jahr | Titel Musiklabel                                                       | Anmerkungen                             |
| ---- | ---------------------------------------------------------------------- | --------------------------------------- |
| 2019 | Fallen Angel Tour 2019 – ‘Live from the Ruins!’ Treehouse Records (TP) | Erstveröffentlichung: 13. Dezember 2019 |
| 2020 | Some Sake in Osaka! Treehouse Records (TP)                             | Erstveröffentlichung: 8. Dezember 2020  |

### Kompilationen
| Jahr                     | Titel Musiklabel                                                      | Anmerkungen                              |
| ------------------------ | --------------------------------------------------------------------- | ---------------------------------------- |
| als Terence Trent D’Arby |                                                                       |                                          |
|                          |                                                                       |                                          |
| 2002                     | Greatest Hits auch bekannt als: The Essential Columbia Records (Sony) | Erstveröffentlichung: 30. September 2002 |
| 2006                     | The Very Best of Terence Trent D’Arby Columbia Records (Sony)         | Erstveröffentlichung: 17. Januar 2006    |

### EPs
| Jahr                     | Titel Musiklabel                      | Anmerkungen                             |
| ------------------------ | ------------------------------------- | --------------------------------------- |
| als Terence Trent D’Arby |                                       |                                         |
|                          |                                       |                                         |
| 1991                     | Best Remixes Epic Records (Sony)      | Erstveröffentlichung: 23. Oktober 1991  |
| 1993                     | Neon Messiah Epic Records (Sony)      | Erstveröffentlichung: 1. Dezember 1993  |
| als Sananda Maitreya     |                                       |                                         |
|                          |                                       |                                         |
| 2020                     | Pandora’s Xmas Treehouse Records (TP) | Erstveröffentlichung: 18. Dezember 2020 |

## Singles

### Als Leadmusiker
| Jahr                     | Titel Album                                                                         | Höchstplatzierung, Gesamtwochen, AuszeichnungChartplatzierungen (Jahr, Titel, Album, Platzierungen, Wochen, Auszeichnungen, Anmerkungen) | Höchstplatzierung, Gesamtwochen, AuszeichnungChartplatzierungen (Jahr, Titel, Album, Platzierungen, Wochen, Auszeichnungen, Anmerkungen) | Höchstplatzierung, Gesamtwochen, AuszeichnungChartplatzierungen (Jahr, Titel, Album, Platzierungen, Wochen, Auszeichnungen, Anmerkungen) | Höchstplatzierung, Gesamtwochen, AuszeichnungChartplatzierungen (Jahr, Titel, Album, Platzierungen, Wochen, Auszeichnungen, Anmerkungen) | Höchstplatzierung, Gesamtwochen, AuszeichnungChartplatzierungen (Jahr, Titel, Album, Platzierungen, Wochen, Auszeichnungen, Anmerkungen) | Anmerkungen                                                                         |
| Jahr                     | Titel Album                                                                         | DE | AT | CH | UK | US | Anmerkungen                                                                         |
| ------------------------ | ----------------------------------------------------------------------------------- | --- | --- | --- | --- | --- | ----------------------------------------------------------------------------------- |
| als Terence Trent D’Arby |                                                                                     | | | | | |                                                                                     |
|                          |                                                                                     | | | | | |                                                                                     |
| 1987                     | If You Let Me Stay Introducing the Hardline According to Terence Trent D’Arby       | DE27 (14 Wo.)DE | — | — | UK7 (17 Wo.)UK | US68 (8 Wo.)US | Erstveröffentlichung: Februar 1987                                                  |
| 1987                     | Wishing Well Introducing the Hardline According to Terence Trent D’Arby             | DE18 (14 Wo.)DE | AT10 (14 Wo.)AT | CH5 (13 Wo.)CH | UK4 (11 Wo.)UK | US1 Gold · (25 Wo.)US | Erstveröffentlichung: Juni 1987 Verkäufe: + 500.000                                 |
| 1987                     | Dance Little Sister Introducing the Hardline According to Terence Trent D’Arby      | DE24 (10 Wo.)DE | — | CH12 (7 Wo.)CH | UK20 (7 Wo.)UK | US30 (11 Wo.)US | Erstveröffentlichung: September 1987 Verkäufe: + 5.000                              |
| 1987                     | Sign Your Name Introducing the Hardline According to Terence Trent D’Arby           | DE7 (19 Wo.)DE | AT7 (16 Wo.)AT | CH8 (13 Wo.)CH | UK2 Silber · (10 Wo.)UK | US4 (21 Wo.)US | Erstveröffentlichung: 28. Dezember 1987 Verkäufe: + 200.000                         |
| 1989                     | The Birth of Maudie Greatest Hits                                                   | — | — | — | — | — | Erstveröffentlichung: Oktober 1989 als The Incredible E.G. O’Reilly                 |
| 1989                     | This Side of Love Neither Fish Nor Flesh                                            | — | — | — | UK83 (2 Wo.)UK | — | Erstveröffentlichung: November 1989                                                 |
| 1990                     | To Know Someone Deeply Is to Know Someone Softly Neither Fish Nor Flesh             | — | — | — | UK55 (3 Wo.)UK | — | Erstveröffentlichung: 8. Januar 1990                                                |
| 1990                     | Billy Don’t Fall Neither Fish Nor Flesh                                             | — | — | — | — | — | Erstveröffentlichung: 1990                                                          |
| 1993                     | Do You Love Me Like You Say? Symphony or Damn                                       | — | — | — | UK14 (6 Wo.)UK | — | Erstveröffentlichung: 5. April 1993                                                 |
| 1993                     | Delicate Symphony or Damn                                                           | DE56 (10 Wo.)DE | — | CH34 (3 Wo.)CH | UK14 (6 Wo.)UK | US74 (8 Wo.)US | Erstveröffentlichung: 7. Juni 1993 feat. Des’ree                                    |
| 1993                     | She Kissed Me Symphony or Damn                                                      | — | — | — | UK16 (7 Wo.)UK | — | Erstveröffentlichung: 9. Mai 1993                                                   |
| 1993                     | Let Her Down Easy Symphony or Damn                                                  | — | — | — | UK18 (7 Wo.)UK | — | Erstveröffentlichung: 8. November 1993                                              |
| 1995                     | Holding On to You Vibrator                                                          | — | — | CH38 (7 Wo.)CH | UK20 (6 Wo.)UK | — | Erstveröffentlichung: 27. März 1995                                                 |
| 1995                     | Vibrator                                                                            | — | — | — | UK57 (2 Wo.)UK | — | Erstveröffentlichung: 21. Juni 1995                                                 |
| 1995                     | Surrender Vibrator                                                                  | — | — | — | — | — | Erstveröffentlichung: 18. Juli 1995                                                 |
| 1995                     | Supermodel Sandwich (Cheese) Vibrator                                               | — | — | — | — | — | Erstveröffentlichung: 1995                                                          |
| als Sananda Maitreya     |                                                                                     | | | | | |                                                                                     |
|                          |                                                                                     | | | | | |                                                                                     |
| 2001                     | O Divina Wildcard!                                                                  | — | — | — | — | — | Erstveröffentlichung: 8. Oktober 2001                                               |
| 2013                     | Christmas When You Are Near –                                                       | — | — | — | — | — | Erstveröffentlichung: 30. November 2013                                             |
| 2014                     | Metamorpheus The Rise of the Zugebrian Time Lords                                   | — | — | — | — | — | Erstveröffentlichung: 15. Oktober 2014                                              |
| 2014                     | They Went Back in Time & Killed Robert Johnson The Rise of the Zugebrian Time Lords | — | — | — | — | — | Erstveröffentlichung: 12. Dezember 2014                                             |
| 2015                     | Giraffe The Rise of the Zugebrian Time Lords                                        | — | — | — | — | — | Erstveröffentlichung: 1. April 2015                                                 |
| 2015                     | Blanket on the Ground The Rise of the Zugebrian Time Lords                          | — | — | — | — | — | Erstveröffentlichung: 26. Juni 2015                                                 |
| 2016                     | Glad She’s Gone Prometheus & Pandora                                                | — | — | — | — | — | Erstveröffentlichung: 23. Dezember 2016                                             |
| 2017                     | It’s Been a Long Time Prometheus & Pandora                                          | — | — | — | — | — | Erstveröffentlichung: 22. September 2017 feat. Luisa Corna                          |
| 2018                     | The Birds Are Singing (Pandora’s Version) Prometheus & Pandora                      | — | — | — | — | — | Erstveröffentlichung: 25. Mai 2018                                                  |
| 2020                     | Sophisticated Lady / Mood Indigo –                                                  | — | — | — | — | — | Erstveröffentlichung: 17. Januar 2020 feat. Antonio Faraò; Original: Duke Ellington |
| 2020                     | The MadHouse Pandora’s PlayHouse                                                    | — | — | — | — | — | Erstveröffentlichung: 3. Juli 2020                                                  |
| 2020                     | Yuki Suzuki Pandora’s PlayHouse                                                     | — | — | — | — | — | Erstveröffentlichung: 23. Oktober 2020                                              |
| 2021                     | In America Pandora’s PlayHouse                                                      | — | — | — | — | — | Erstveröffentlichung: 12. Februar 2021                                              |
| 2021                     | Pie Pandora’s PlayHouse                                                             | — | — | — | — | — | Erstveröffentlichung: 19. März 2021                                                 |
| 2021                     | One Horse Town Pandora’s PlayHouse                                                  | — | — | — | — | — | Erstveröffentlichung: 14. Mai 2021                                                  |
| 2021                     | Her Kiss Pandora’s PlayHouse                                                        | — | — | — | — | — | Erstveröffentlichung: 8. Dezember 2021                                              |

### Als Gastmusiker
| Jahr | Titel Album                                            | Anmerkungen                                                                                             |
| ---- | ------------------------------------------------------ | --- |
| 1996 | I Love Every Little Thing About You Can’t Count Me Out | Erstveröffentlichung: 1996 Miki Howard feat. Terence Trent D’Arby                                       |
| 2004 | A Stronger Man –                                       | Erstveröffentlichung: 2004 Ben Watt feat. Sananda Maitreya                                              |
| 2019 | Still United Broken Symmetry                           | Erstveröffentlichung: 12. Februar 2019 Phoet feat. Sananda Maitreya                                     |
| 2022 | Lonely –                                               | Erstveröffentlichung: 21. Januar 2022 Love Generator feat. Riva Starr, Calvin Harris & Sananda Maitreya |

## Videoalben und Musikvideos

### Videoalben
| Jahr                     | Titel Musiklabel                                   | Anmerkungen                                               |
| ------------------------ | -------------------------------------------------- | --------------------------------------------------------- |
| als Terence Trent D’Arby |                                                    |                                                           |
|                          |                                                    |                                                           |
| 1988                     | Introducing the Hardline – Live CBS Records (Sony) | Erstveröffentlichung: 1988 · Verkäufe: + 50.000; US: Gold |

### Musikvideos
| Jahr                     | Titel                                            | Regisseur(e)                             |
| ------------------------ | ------------------------------------------------ | ---------------------------------------- |
| als Terence Trent D’Arby |                                                  |                                          |
|                          |                                                  |                                          |
| 1987                     | If You Let Me Stay                               |                                          |
| 1987                     | Wishing Well                                     | Vaughan Arnell, Anthea Benton            |
| 1987                     | Dance Little Sister                              | Vaughan Arnell                           |
| 1988                     | Sign Your Name                                   | Vaughan Arnell                           |
| 1989                     | This Side of Love                                | Meiert Avis                              |
| 1990                     | To Know Someone Deeply Is to Know Someone Softly | Meiert Avis                              |
| 1990                     | Billy Don’t Fall                                 | Meiert Avis                              |
| 1993                     | She Kissed Me                                    | Michel Gondry                            |
| 1993                     | Delicate                                         | Andrew Morahan                           |
| 1993                     | Do You Love Me Like You Say?                     | Big T.V., Andy Delaney, Monty Whitebloom |
| 1993                     | Let Her Down Easy                                | Marcus Nispel                            |
| 1995                     | Vibrator                                         | Nick Egan                                |
| 1995                     | Holding On to You                                | Jim Gable, Howard Greenhalgh             |
| 1995                     | A Change Is Gonna Come                           |                                          |
| als Sananda Maitreya     |                                                  |                                          |
|                          |                                                  |                                          |
| 2001                     | O Divina (2 Versionen)                           | Wolf Gresenz, Bernard Wedig (Version 1)  |
| 2004                     | Bella Faccina                                    | Emiliano Suardi                          |
| 2006                     | South Side Run                                   | Simone Riginelli, Emiliano Suardi        |
| 2013                     | Kangaroo                                         | Emiliano Suardi                          |
| 2014                     | Siamo qui                                        | Emiliano Suardi                          |
| 2015                     | Giraffe                                          | Luciano Boschetti                        |
| 2015                     | Blanket on the Ground                            |                                          |
| 2015                     | I Wanna Breathe                                  | Pete Chatmon                             |
| 2016                     | Metamorpheus                                     | Luciano Boschetti                        |
| 2016                     | Glad She’s Gone                                  |                                          |
| 2017                     | It’s Been a Long Time (2 Versionen)              |                                          |
| 2017                     | Hail Mary (2 Versionen)                          | Luciano Boschetti (Version 1)            |
| 2018                     | The Birds Are Singing (2 Versionen)              |                                          |
| 2020                     | Mr. Skeleton                                     | Luciano Boschetti                        |
| 2020                     | The MadHouse                                     |                                          |

## Sonderveröffentlichungen

### Alben
| Jahr                     | Titel Musiklabel                                | Anmerkungen                                                                  |
| ------------------------ | ----------------------------------------------- | ---------------------------------------------------------------------------- |
| als Terence Trent D’Arby |                                                 |                                                                              |
|                          |                                                 |                                                                              |
| 2011                     | Original Album Classics Columbia Records (Sony) | Erstveröffentlichung: 11. März 2011 Teil der „Original-Album-Classics“-Reihe |

| Jahr                     | Titel Musiklabel                                  | Anmerkungen                                                |
| ------------------------ | ------------------------------------------------- | ---------------------------------------------------------- |
| als Terence Trent D’Arby |                                                   |                                                            |
|                          |                                                   |                                                            |
| 1993                     | Limited Edition Tour Disc Columbia Records (Sony) | Erstveröffentlichung: 1993 Veröffentlichung nur in den USA |

| Jahr                     | Titel Musiklabel                                                           | Anmerkungen                                              |
| ------------------------ | -------------------------------------------------------------------------- | -------------------------------------------------------- |
| als Terence Trent D’Arby |                                                                            |                                                          |
|                          |                                                                            |                                                          |
| 2006                     | Collections Sony Music (Sony BMG)                                          | Erstveröffentlichung: 10. Oktober 2006 Label-Kompilation |
| 2007                     | Sign Your Name: The Best of Terence Trent D’Arby Music Club Deluxe (MCDLX) | Erstveröffentlichung: 16. Juni 2007 Label-Kompilation    |

### Lieder
| Jahr | Titel Album                                                                 | Anmerkungen |
| ---- | --------------------------------------------------------------------------- | --- |
| 1991 | It’s Alright Ma, I’m Only Bleeding Music of Quality and Distinction, Vol. 2 | Erstveröffentlichung: 1. August 1991 B.E.F. feat. Terence Trent D’Arby; Original: Bob Dylan                    |
| 1996 | I Love Every Little Thing About You Can’t Count Me Out                      | Erstveröffentlichung: 1996 Miki Howard feat. Terence Trent D’Arby                                              |
| 2002 | Let Her Down Easy On the Rocks                                              | Erstveröffentlichung: 28. August 2002 Scala & Kolacny Brothers feat. Jasper Steverlinck & Terence Trent D’Arby |
| 2017 | Delicate (Live) Le cose vere                                                | Erstveröffentlichung: 1. Juni 2017 Luisa Corna feat. Sananda Maitreya                                          |
| 2019 | Still United Broken Symmetry                                                | Erstveröffentlichung: 5. April 2019 Phoet feat. Sananda Maitreya                                               |
| 2019 | Time Is on My Mind Grandissimo                                              | Erstveröffentlichung: 31. Mai 2019 Irene Grandi feat. Sananda Maitreya                                         |
| 2020 | Reflection Light We Will Always Love You                                    | Erstveröffentlichung: 11. Dezember 2020 The Avalanches feat. Sananda Maitreya & Vashti Bunyan                  |

| Jahr                     | Titel Album                                                             | Anmerkungen |
| ------------------------ | ----------------------------------------------------------------------- | --- |
| als Terence Trent D’Arby |                                                                         | |
|                          |                                                                         | |
| 1990                     | We Will Meet Again, Everybody’s Got a Hole to Fill One World One Voice  | Erstveröffentlichung: 22. Mai 1990 mit Christopher Warren-Greene, David Gilmour, Venice, Howard Jones & Bob Geldof |
| 1991                     | Baby Come Back The Aims Gala – Royal Albert Hall – London               | Erstveröffentlichung: 21. Dezember 1991 als Teil der All-Star Band; Original: Player                               |
| 1991                     | Honky Tonk Women The Aims Gala – Royal Albert Hall – London             | Erstveröffentlichung: 21. Dezember 1991 als Teil der All-Star Band; Original: The Rolling Stones                   |
| 1991                     | It’s All Over Now The Aims Gala – Royal Albert Hall – London            | Erstveröffentlichung: 21. Dezember 1991 als Teil der All-Star Band; Original: The Valentinos                       |
| 1991                     | Johnny B. Goode The Aims Gala – Royal Albert Hall – London              | Erstveröffentlichung: 21. Dezember 1991 als Teil der All-Star Band; Original: Johnnie Johnson                      |
| 1991                     | Lucille The Aims Gala – Royal Albert Hall – London                      | Erstveröffentlichung: 21. Dezember 1991 als Teil der All-Star Band; Original: Kenny Rogers                         |
| 1991                     | Tallahassie Lassie The Aims Gala – Royal Albert Hall – London           | Erstveröffentlichung: 21. Dezember 1991 als Teil der All-Star Band; Original: Freddy Cannon                        |
| 1999                     | I’m Lonely (Original Radio Edit) Club Tools: The Finest Club Collection | Erstveröffentlichung: 3. Mai 1999 mit Hollis P. Monroe                                                             |

| Jahr                     | Titel Soundtrack zu                          | Anmerkungen                                                      |
| ------------------------ | -------------------------------------------- | ---------------------------------------------------------------- |
| als Terence Trent D’Arby |                                              |                                                                  |
|                          |                                              |                                                                  |
| 1993                     | If You Let Me Stay Peter’s Friends           | Erstveröffentlichung: 12. Januar 1993                            |
| 1994                     | Right Thing, Wrong Way Beverly Hills Cop III | Erstveröffentlichung: 10. Mai 1994                               |
| 1994                     | Supermodel Sandwich Prêt-à-Porter            | Erstveröffentlichung: 6. Dezember 1994                           |
| 1995                     | A Change Is Gonna Come Ein Wink des Himmels  | Erstveröffentlichung: 7. Februar 1995 mit Booker T. & the M.G.’s |
| 1996                     | Letting Go The Fan                           | Erstveröffentlichung: 20. August 1996                            |

## Promoveröffentlichungen
| Jahr                     | Titel Album                                                                         | Anmerkungen                                                                             |
| ------------------------ | ----------------------------------------------------------------------------------- | --------------------------------------------------------------------------------------- |
| als Terence Trent D’Arby |                                                                                     |                                                                                         |
|                          |                                                                                     |                                                                                         |
| 1987                     | If You All Get to Heaven Introducing the Hardline According to Terence Trent D’Arby | Erstveröffentlichung: 1987                                                              |
| 1988                     | Rain Introducing the Hardline According to Terence Trent D’Arby                     | Erstveröffentlichung: 1988                                                              |
| 1990                     | I’ll Be Alright Neither Fish Nor Flesh                                              | Erstveröffentlichung: 1990                                                              |
| 1991                     | It’s Alright Ma, I’m Only Bleeding Music of Quality and Distinction, Vol. 2         | Erstveröffentlichung: 1991 B.E.F. feat. Terence Trent D’Arby; Original: Bob Dylan       |
| 1993                     | Turn the Page Symphony or Damn                                                      | Erstveröffentlichung: 1993                                                              |
| als Sananda Maitreya     |                                                                                     |                                                                                         |
|                          |                                                                                     |                                                                                         |
| 2001                     | What Shall I Do? Wildcard!                                                          | Erstveröffentlichung: 2001                                                              |
| 2003                     | Sayin’ About You (Bini & Martini Mixes) –                                           | Erstveröffentlichung: 2003                                                              |
| 2013                     | You’re Going to Lose that Girl The Rise of the Zugebrian Time Lords                 | Erstveröffentlichung: 2013                                                              |
| 2020                     | Reflection Light We Will Always Love You                                            | Erstveröffentlichung: August 2020 The Avalanches feat. Sananda Maitreya & Vashti Bunyan |

## Statistik

### Chartauswertung
|                     | DE    | AT    | CH    | UK    | US    |
| ------------------- | ----- | ----- | ----- | ----- | ----- |
| Nummer-eins-Alben   | DE—DE | AT—AT | CH1CH | UK1UK | US—US |
| Top-10-Alben        | DE1DE | AT1AT | CH2CH | UK2UK | US1US |
| Alben in den Charts | DE4DE | AT3AT | CH4CH | UK4UK | US4US |

|                       | DE    | AT    | CH    | UK     | US    |
| --------------------- | ----- | ----- | ----- | ------ | ----- |
| Nummer-eins-Singles   | DE—DE | AT—AT | CH—CH | UK—UK  | US1US |
| Top-10-Singles        | DE1DE | AT2AT | CH2CH | UK3UK  | US2US |
| Singles in den Charts | DE5DE | AT2AT | CH5CH | UK12UK | US5US |

### Auszeichnungen für Musikverkäufe
| Silberne Schallplatte - Neuseeland - 1987: für die Single Dance Little Sister Goldene Schallplatte - Finnland - 1987: für das Album Introducing the Hardline According to Terence Trent D’Arby - Kanada - 1989: für das Album Neither Fish Nor Flesh - Neuseeland - 1994: für das Album Symphony or Damn Platin-Schallplatte - Frankreich - 1988: für das Album Introducing the Hardline According to Terence Trent D’Arby - Schweden - 1989: für das Album Introducing the Hardline According to Terence Trent D’Arby - Spanien - 1988: für das Album Introducing the Hardline According to Terence Trent D’Arby | 2× Platin-Schallplatte - Kanada - 1988: für das Album Introducing the Hardline According to Terence Trent D’Arby 3× Platin-Schallplatte - Niederlande - 1997: für das Album Introducing the Hardline According to Terence Trent D’Arby 4× Platin-Schallplatte - Neuseeland - 1988: für das Album Introducing the Hardline According to Terence Trent D’Arby |

Anmerkung: Auszeichnungen in Ländern aus den Charttabellen bzw. Chartboxen sind in ebendiesen zu finden.
| Land/RegionAuszeichnungen für Musikverkäufe (Land/Region, Auszeichnungen, Verkäufe, Quellen) | Silber     | Gold     | Platin       | Verkäufe  | Quellen                   |
| -------------------------------------------------------------------------------------------- | ---------- | -------- | ------------ | --------- | ------------------------- |
| Deutschland (BVMI)                                                                           | —          | —        | Platin1      | 500.000   | musikindustrie.de         |
| Finnland (IFPI)                                                                              | —          | Gold1    | —            | 29.843    | ifpi.fi                   |
| Frankreich (SNEP)                                                                            | —          | —        | Platin1      | 400.000   | infodisc.fr               |
| Kanada (MC)                                                                                  | —          | Gold1    | 2× Platin2   | 250.000   | musiccanada.com           |
| Neuseeland (RMNZ)                                                                            | Silber1    | Gold1    | 4× Platin4   | 92.500    | aotearoamusiccharts.co.nz |
| Niederlande (NVPI)                                                                           | —          | —        | 3× Platin3   | 300.000   | nvpi.nl                   |
| Schweden (IFPI)                                                                              | —          | —        | Platin1      | 100.000   | ifpi.se                   |
| Schweiz (IFPI)                                                                               | —          | —        | 2× Platin2   | 100.000   | hitparade.ch              |
| Spanien (Promusicae)                                                                         | —          | —        | Platin1      | 100.000   | mediafire.com             |
| Vereinigte Staaten (RIAA)                                                                    | —          | 2× Gold2 | 2× Platin2   | 2.550.000 | riaa.com                  |
| Vereinigtes Königreich (BPI)                                                                 | Silber1    | 2× Gold2 | 5× Platin5   | 2.100.000 | bpi.co.uk                 |
| Insgesamt                                                                                    | 2× Silber2 | 7× Gold7 | 22× Platin22 |           |                           |